# Адалберт II фон Ахалм-Хетинген
Адалберт II фон Ахалм и Хетинген (на немски: Adalbert II von Achalm und Hettingen; † 12 септември пр. 1172) от благородническия род фон Гамертинген е граф на Гамертинген и 1161 г. граф на Ахалм (при Ройтлинген) и Хетинген в днешен Баден-Вюртемберг.

## Биография
Той е син на граф Адалберт I фон Гамертинген († пр. 13 октомври 1150 като монах), 1113 граф на Гамертинген, 1134 – 1142 граф на Ахалм-Хетинген, 1138 – 1139 монах в Цвифалтен, и съпругата му Аделхайд († 9 януари). Внук е на граф Улрих I фон Гамертинген († 1110) и Аделхайд фон Дилинген († 1141), дъщеря на граф Хартман I фон Дилинген († 1120/1121) и наследничката Аделхайд фон Винтертур-Кибург († 1118/1125). Брат е на Аделхайд фон Хетинген, монахиня в Цвифалтен.
Първата резиденция на фамилията е построеният от 1050 до 1100 г. замък Балденщайн при Гамертинген. Около 1150 г. замъкът Гамертинген изгаря и не се построява отново. Около 1120 г. се започва строежа на втори замък над селото Хетинген (Хатинген) и те веднага се наричат също „Графове фон Гамертинген-Хетинген“. През 1134 г. фамилията получава собствеността и титлата на по-ранните „графове фон Ахалм“. През 1138 г. фамилията е собственик също на Нойфрас (Нуфирон). Ок. 1150 г. замъкът Гамертинген изгаря и не се построява отново. До изчезването на фамилията през началото на 13 век те имат титлата „Графове фон Ахалм-Хетинген“.
Наследник на Адалберт II фон Ахалм-Хетинген е граф Бертхолд I фон Вайсенхорн-Нойфен, женен пр. 1167 г. за дъщеря му Аделхайд. Фамилията е наследена през началото на 13 век от графовете на Феринген и от господарите фон Нойфен. През 1806 г. територията отива към княжество Хоенцолерн-Зигмаринген. Гробницата на фамилията е намерена през 1983 г. в църквата Св. Михаелис в Гамертинген.

## Семейство
Адалберт II фон Ахалм и Хетинген се жени за Аделхайд/Мехтилд вер. фон Хетинген.
Те имат децата:
- два сина, умират рано
- Аделхайд фон Гамертинген († 10 март сл. 1208), гарфиня на Ахалм-Хетинген, омъжена пр. 1167 г. за Бертхолд I фон Вайсенхорн-Нойфен (* пр. 1198/ок. 1155; † 19/21 февруари или сл. 19 март 1221), граф на Вайсенхорн, Нойфен, Ахалм и Хетинген.

## Галерия
- Замък Ахалм
- Останки от замък Ахалм
- Замък и град Хетинген (1717)